# Spiders (entreprise)
Pour les articles homonymes, voir Spider.
Spiders est un studio français de développement de jeux vidéo, fondé en juillet 2008 et basé à Paris, avec un siège social à Ploubazlanec. 
Outre son rôle de prestataire auprès d'autres développeurs, en réalisant notamment le portage de jeux sur Xbox 360,, le studio s'est spécialisé sur un genre spécifique, à savoir le jeu de rôle.

## Histoire

### Fondation du studio
Spiders est créé en 2008 par d'anciens développeurs de Monte Cristo ayant travaillé ensemble l'année précédente sur le jeu Silverfall. Souhaitant rester ensemble après la réalisation de ce jeu, certains des développeurs s'associent pour fonder Spiders. Jehanne Rousseau en est la directrice jusqu'en avril 2023.

### Réalisations
Spiders réalise en 2009 le portage du jeu Sherlock Holmes contre Jack l'Éventreur ainsi que Le Testament de Sherlock Holmes sur Xbox 360 en 2012, et participe au portage de Gray Matter sur ce même support. Le développeur travaille également sur un jeu prévu sur PSN et Xbox Live Arcade, édité par Focus Home Interactive et sorti en 2011 : Faery: Legends of Avalon.
En 2012, Spiders développe, en collaboration avec Cyanide, le jeu Of Orcs and Men.
En dehors de ses activités de prestataire, Spiders développe Mars: War Logs, un jeu d'action-RPG se déroulant dans un univers de science-fiction, sorti sur PC et PlayStation 3 en 2013.
Après Bound by Flame en 2014, le studio sort la suite spirituelle de Mars: War Logs intitulée The Technomancer, un RPG cyberpunk, en 2016. 
Le 10 septembre 2019 sort le nouveau titre du studio, GreedFall. Cet action-RPG se déroule sur une île récemment découverte dans un univers de fantasy inspiré de l'Europe du XVIIe siècle. Le 30 juin 2021, le titre accueille un premier DLC intitulé The De Vespe Conspiracy.

### Rachat
Le 25 juillet 2019, Bigben Interactive annonce le rachat de Spiders. La validation du rachat s'effectue en septembre, peu avant la sortie de GreedFall qui est donc le dernier jeu du studio édité par Focus Home Interactive.
Le 7 juillet 2020, un nouveau jeu est dévoilé lors du Nacon Connect, Steelrising. Situé dans un Paris uchronique, il mettra en scène une ville terrorisée par Louis XVI et son armée d'automates. Le jeu sort le 8 septembre 2022.

### Nouvelle direction en 2023
Le 12 avril 2023, le groupe Nacon annonce qu'Anne Devouassoux prend la direction de Spiders. Jehanne Rousseau est nommée directrice créative et de production.

### Grève de 2024
En 2024, les salariés de Spiders envoie une lettre ouverte à leur direction pour dénoncer publiquement des conditions de travail dégradées et des négociations sociales bloquées. Ils déposent un préavis de grève pour le mois de septembre et sont rejoints par les salariés du studio Kylotonn, autre filiale du groupe Nacon.

## Silk Engine
Tous les jeux de Spiders sont développés à partir du moteur de jeu du studio, une version modifiée du Phyre Engine de Sony Interactive Entertainment appelé Silk Engine,.

## Jeux développés

### Pour Focus Home Interactive
- Sherlock Holmes contre Jack l'Éventreur - 2009 (portage sur Xbox 360)
- Faery: Legends of Avalon - 2011 (PC, Xbox 360, PlayStation 3)
- Of Orcs and Men - 2012 (PC, Xbox 360, PlayStation 3)
- Gray Matter - 2012 (portage sur Xbox 360)
- Le Testament de Sherlock Holmes - 2012 (portage sur Xbox 360)
- Mars: War Logs - 2013 (PC, Xbox 360, PlayStation 3)
- Bound by Flame - 2014 (PC, PlayStation 3, PlayStation 4, Xbox 360)
- The Technomancer - 2016 (PC, PlayStation 4, Xbox One)
- GreedFall - 2019 (PC, Playstation 4, Xbox One, PlayStation 5, Xbox Series)

### Pour Bigben Interactive/Nacon
- Steelrising[13] - 2022 (PC, PlayStation 5, Xbox Series)
- GreedFall II: The Dying World - Sortie prévue en 2024 (PC, PlayStation 5, Xbox Series)